# Biljar
Biljar (tatarska cirilica Биләр: Bïlär ali Бүләр: Bülär, rusko Биляр: Biljar) je bilo srednjeveško mesto v Volški Bolgariji in po mongolski invaziji nanjo   njena druga prestolnica.  Mesto je stalo na levem bregu reke Mali Čeremšan v sedanjem Aleksekevskem okrožju Republike Tatarstan.
Mesto so ustanovili Biljari, domorodno pleme Volških Bolgarov. V ruskih kronikah ga omenjajo kot Veliko mesto (Великий город), ker je imel več kot 100.000 prebivalcev. Biljar je bil eno od glavnih trgovskih središč ob sredni Volgi in za Bolgarom in Nur-Šuvarjem v 12. in 13. stoletju prestolnica Volške Bolgarije. Leta 1236 ga je opustošila vojska Batu Kana. Mesto so kasneje obnovili, vendar ni nikoli več doseglo svoje nekdanje  velikosti in moči. Mestne ruševine, ki obsegajo skoraj 8 km², so raziskovali Rihov, Tatičev, Halikov in Huhin.
Blizu starega Biljara so leta 1654 ustanovili rusko obmejno trdnjavo Biljarsk, ki je sedaj vas z izključno ruskimi prebivalci. V letih 1930-1963 je bil Biljarsk upravno središče Biljarskega okrožja. Po popisu prebivalstva leta 2000 je štel 2.270 prebivalcev. Biljarsk je rojstno mesto kemika Aleksandra Arbuzova. 

## Zanimivost
Po Biljaru se imenuje Bilyar Point na  Livingstonovem otoku v Južnih Šetlandskih otokih na Antarktiki.